# سيجي ماتسوناغا
سيجي ماتسوناغا (باليابانية: 松永 清志) هو مصارع رياضي ياباني، ولد في 1954.

## وصلات خارجية
- سيجي ماتسوناغا على موقع قاعدة بيانات المصارعة الدولية (الإنجليزية)
- سيجي ماتسوناغا على موقع أوليمبيديا (الإنجليزية)